# Eutricopis
Eutricopis är ett släkte av fjärilar. Eutricopis ingår i familjen nattflyn.
Kladogram enligt Catalogue of Life:
| Eutricopis | \| \| Eutricopis elaborata \| \| \| \| \| \| Eutricopis nexilis \| \| \| \| \| \| Eutricopis subcolorata \| \| \| \| |
|            | \| \| Eutricopis elaborata \| \| \| \| \| \| Eutricopis nexilis \| \| \| \| \| \| Eutricopis subcolorata \| \| \| \| |
|            | Eutricopis elaborata                                                                                                 |
|            | |
|            | Eutricopis nexilis                                                                                                   |
|            | |
|            | Eutricopis subcolorata                                                                                               |
|            | |

## Bildgalleri

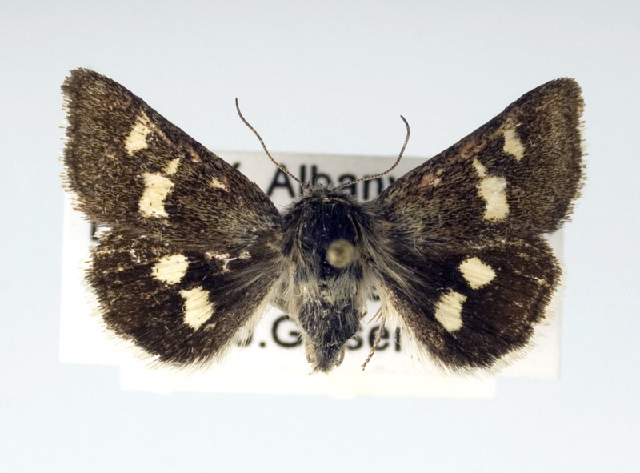